# Мутант (За гранью возможного)
«Мутант» (англ. The Outer Limits: The Mutant) — телефильм, 25 серия 1 сезона телесериала «За гранью возможного» 1963—1965 годов. Режиссёр: Алан Кросланд младший. В ролях — Ларри Пеннелл, Уоррен Оатес, Уолтер Бурк, Роберт Сэмпсон, Герман Рудин.

## Вступление
В этот самый момент над нашим горизонтом нависла угроза двух взрывных сил, обе из которых сотворены самими людьми. Одна из них смертельно удивительная, другая поразительно живая. Обе эти силы заставили человека искать миры вне его собственного, новые миры, где он может найти своё пристанище. Это — первый из тех новых миров. Организация Объединенных Наций Земли заявила об этом и назвала его Первым Присоединением. Эта планета почти идентична Земле, за исключением того, что на ней нет никакой ночи — солнечный свет постоянно льется с небес. Ранние сообщения из маленькой экспедиционной команды, размещенной на Первом Присоединении указывали, что древняя планета казалась подходящей для колонизации населением переполненной Земли. Но новые сообщения содержали недосказанность, странно тревожащую затаённые чувства, и Объединенное космическое агентство решило заняться расследованием. Выбранный человек: доктор Эван Маршал, психиатр.

## Сюжет
Астронавт приземляется на чужой планете, чтобы расследовать смерть одной из групп земных учёных, которые проверяют, является ли планета подходящей для колонизации. Учёные, включая Джули, его давнюю страсть, ведут себя странно, но не хотят объяснять, почему. Они особенно возбуждаются, оказываясь около Риса Фоулера, исследователя, который, кажется, постоянно ходит с выпученными глазами.
Один из учёных пытается оставить торопливо набросанную записку в кармане скафандра астронавта; он выходит из комнаты только, чтобы врезаться в Риса, который, кажется, читает его мысли — и затем уничтожает его.
Астронавт идет в отдаленную пещеру, где он обнаруживает, что все живут в страхе перед Рисом — человеком, у кого развились сверхчеловеческие способности, когда он попал под химический ливень планеты, у которого есть видоизменяющие свойства. Рис, зная, что если другие учёные возвратятся в Землю, он будет оставлен в одиночестве из-за опасности, которую он создает, считает других пленниками. Астронавт должен так или иначе преодолеть сопротивление мутанта, который может прочитать мысли, и убить его.

## Заключительная фраза
Сила жестокости и сила природы заставляют человека стремиться к новым горизонтам, где мир и здравомыслие могут процветать, где есть простор для роста. Но прежде, чем мы сбежим, мы не должны ли сначала удостовериться, что мы сделали все, что может быть сделано здесь, чтобы закончить это безумие, успокоить нарушителей мира и создать место для тех, кто нуждается в пространстве для роста?